# Чумаківська сільська рада (Дніпровський район)
| Чумаківська сільська рада — орган місцевого самоврядування у Дніпровському районі Дніпропетровської області з адміністративним центром у c. Чумаки. Знаходиться на лівобережжі Дніпра у північно-західному куті Дніпропетровського району. Сільській раді підпорядковані населені пункти: - c. Чумаки - с. Виноградне - с-ще Зоря - с. Маївка |

## Колишні населені пункти
- Долина
- Кирилівка
- Карла Лібкнехта

## Склад ради
Рада складається з 20 депутатів та голови.

## Керівний склад сільської ради
| ПІБ                      | Основні відомості                                                         | Дата обрання | Дата звільнення |
| ------------------------ | ------------------------------------------------------------------------- | ------------ | --------------- |
| Таран Григорій Іванович  | Сільський голова, _____ року народження, освіта                           | 26.03.2006   | 27.11.2006      |
| Стець Валентина Іванівна | Сільський голова, 1967 року народження, освіта, позапартійна              | 04.03.2007   | 31.10.2010      |
| Стець Валентина Іванівна | Сільський голова, 1967 року народження, освіта вища, член Партії регіонів | 31.10.2010   |                 |

Примітка: таблиця складена за даними джерела